# Мужиново (Любуське воєводство)
Мужиново (пол. Murzynowo, нім. Morrn) — село в Польщі, у гміні Сквежина Мендзижецького повіту Любуського воєводства.
Населення — 915 осіб (2011).
У 1975-1998 роках село належало до Гожовського воєводства.

## Демографія
Демографічна структура станом на 31 березня 2011 року:
|          | Загалом | Допрацездатний вік | Працездатний вік | Постпрацездатний вік |
| -------- | ------- | ------------------ | ---------------- | -------------------- |
| Чоловіки | 450     | 83                 | 335              | 32                   |
| Жінки    | 465     | 89                 | 282              | 94                   |
| Разом    | 915     | 172                | 617              | 126                  |